# Midwest City
Midwest City é uma cidade localizada no estado norte-americano de Oklahoma, no Condado de Oklahoma.

## Demografia
Segundo o censo norte-americano de 2000, a sua população era de 54.088 habitantes.
Em 2006, foi estimada uma população de 55.161, um aumento de 1073 (2.0%).

## Geografia
De acordo com o United States Census Bureau tem uma área de
63,7 km², dos quais 63,7 km² cobertos por terra e 0,0 km² cobertos por água. Midwest City localiza-se a aproximadamente 382 m acima do nível do mar.

## Localidades na vizinhança
O diagrama seguinte representa as localidades num raio de 8 km ao redor de Midwest City.